# Onat Kutlar
Onat Kutlar właśc. Mehmet Arif Onat Kutlar (ur. 25 stycznia 1936 w Alanyi, zm. 11 stycznia 1995 w Stambule) – turecki pisarz, poeta, scenarzysta i producent filmowy, ofiara zamachu.

## Życiorys
Był synem sędziego Ali Rizy Beja i Melihy Hanim. Dzieciństwo spędził w Gaziantepie. Studiował prawo na Uniwersytecie Stambulskim. Na ostatnim roku studiów wyjechał do Paryża, gdzie podjął studia filozoficzne na Sorbonie. Studiów nie ukończył.
W 1950 zadebiutował jako poeta, publikując poemat Hisar w Küçük Magazine, w 1955 na łamach Seçilmiş Hikâyeler ukazało się jego pierwsze opowiadanie. Zbiór opowiadań Onata Kutlara Ishak (wydany w 1959) otrzymał w 1960 prestiżową nagrodę Tureckiego Towarzystwa Językowego za najlepsze opowiadania w języku tureckim. Opowiadania powstały w klimacie realizmu magicznego. W latach 1963–1965 pełnił funkcję redaktora naczelnego magazynu Doğan Kardeş. Oprócz pisania zajmował się także tłumaczeniem - m.in. przełożył utwory Bretona na język turecki.
Od 1978 zajmował się produkcją filmową w ministerstwie kultury, był jednym z inicjatorów Międzynarodowego Festiwalu Filmowego w Stambule. W latach 90. był producentem pięciu filmów, w jednym z nich wystąpił jako aktor. W 1985 został członkiem jury 35. Międzynarodowego Festiwalu Filmowego w Berlinie. W 1994 uhonorowany francuskim Orderem Sztuki i Literatury. Był żonaty (żona Filiz Kutlar).

## Okoliczności śmierci
Zmarł 11 stycznia 1995 w wyniku ran odniesionych 30 grudnia w wybuchu bomby podłożonej w kawiarni Hotelu Marmara w Stambule. Pochowany na cmentarzu Aşiyan Asri. Do zamachu przyznały się środowiska islamistyczne, ale śledztwo miało ujawnić, że sprawcami byli działacze Partii Pracujących Kurdystanu.

## Pamięć
Międzynarodowa Federacja Krytyków Filmowych FIPRESCI od 1996 przyznaje specjalną nagrodę imienia Onata Kutlera na Festiwalu Filmowym w Stambule.

## Twórczość

### Poezja
- 1981: Peralı Bir Aşk Için Divan
- 1986: Unutulmuş Kent (Zapomniane miasto)

### Eseje i opowiadania
- 1959: Ishak
- 1984: Yeter ki Kararmasin
- 1985: Sinema Bir Senliktir
- 1986: Bahar Isyancidir
- 1995: Gundemdeki Sanatci
- 1995: Gundemdeki Konu

### Scenariusze filmowe
- 1979: Hazal
- 1979: Yusuf ile Kenan
- 1983: Hakkari'de Bir Mevsim
- 1995: Yer Çekimli Aşklar